# محمد سياه قلم
محمد سياه قلم (بالفارسية: محمد سیاه‌قلم) هو رسام ومصور فارسي، من القرن التاسع الهجري / الخامس عشر ميلادي.
يكتنفه الكثير من الغموض، فلا يعرف بالتأكيد تاريخ ولادته أو وفاته أو حتى اسمه، إلا أن توقيعه جاء على عدد كبير من الصور التي رسمت على أوراق منفصلة أو على قطع من الحرير.

## آثاره
نماذج من الأعمال المنسوبة إلى محمد سياه قلم:

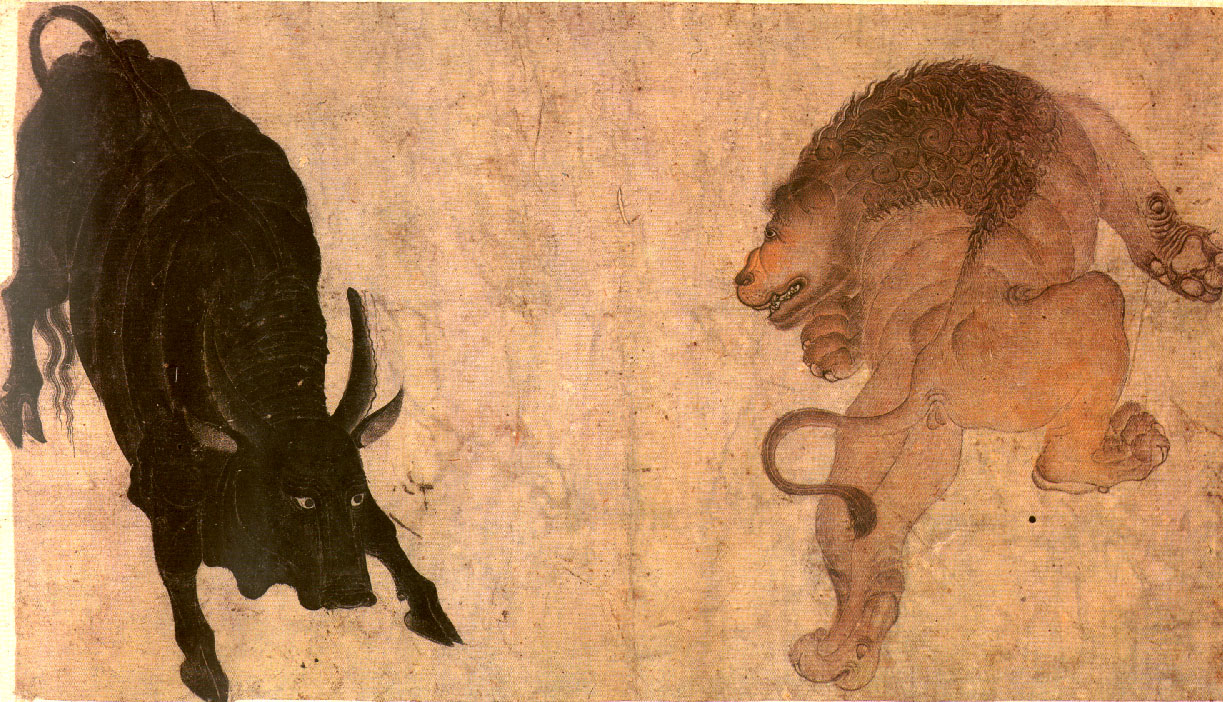
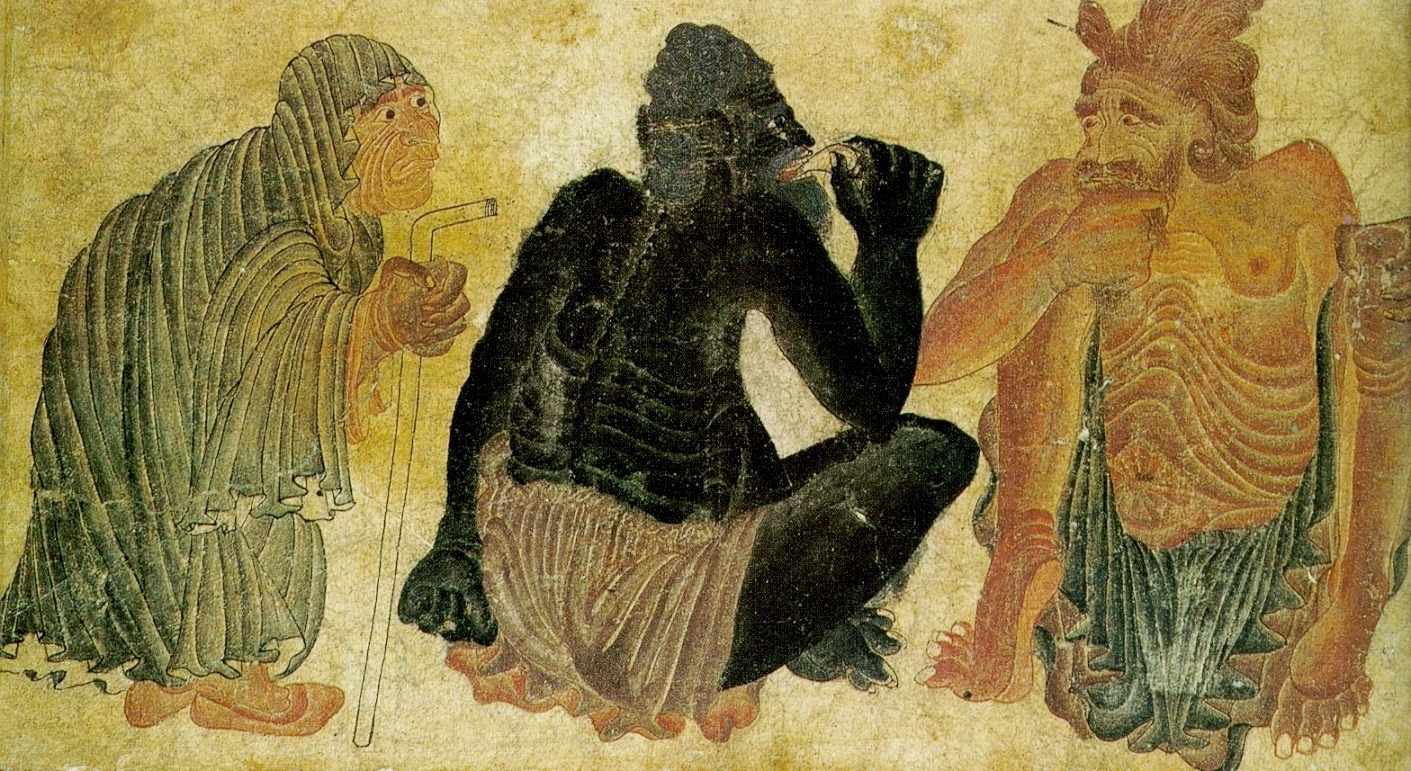
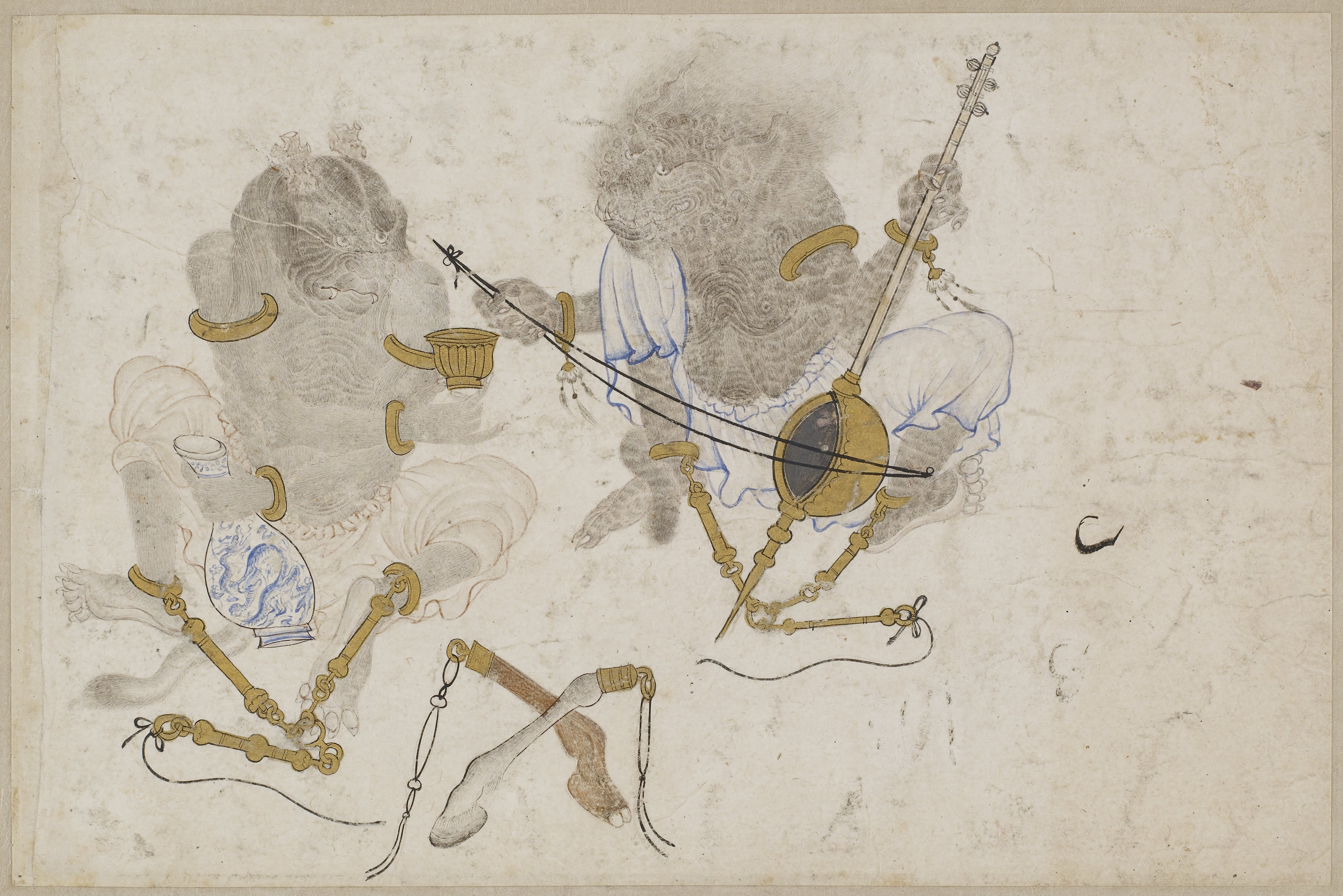